# Sant Sulpici de París
El Sant Sulpici (Saint-Sulpice) és una església catòlica de París, França, al costat est de la plaça de Saint-Sulpice, al barri d'Odéon del districte 6è. És només una mica més petita que Notre-Dame i, per tant, la segona església més gran de la ciutat. Està dedicada a Sulpici el Pietós. La construcció de l'actual edifici va començar el 1646. Durant el segle xviii es va construir a l'església un gnòmon elaborat, el Gnòmon de Sant Sulpici.

## Història

### Segles XIII - XVII

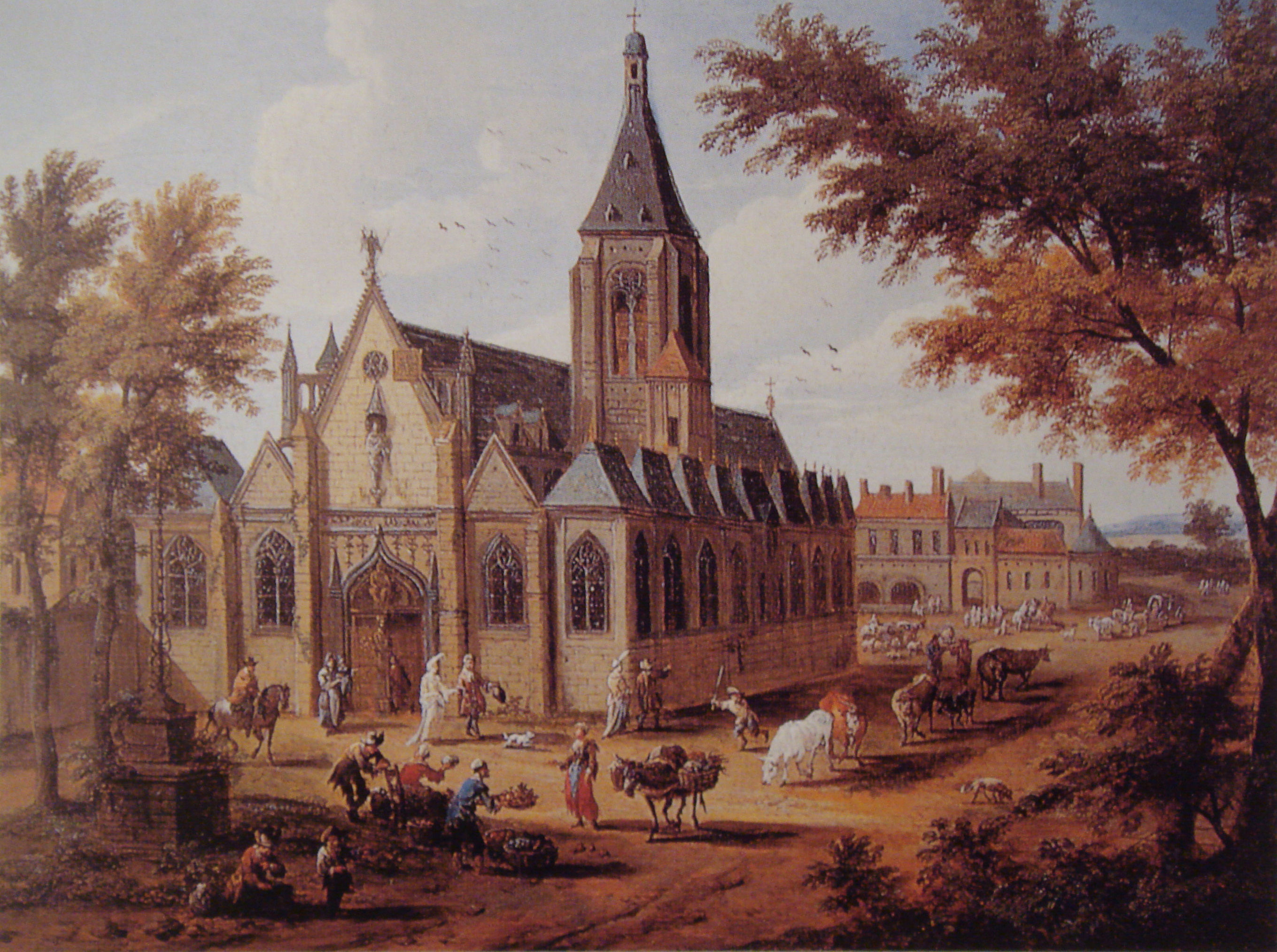
Antiga església de Saint-Sulpice, de Matthys Schoevaerts, del.

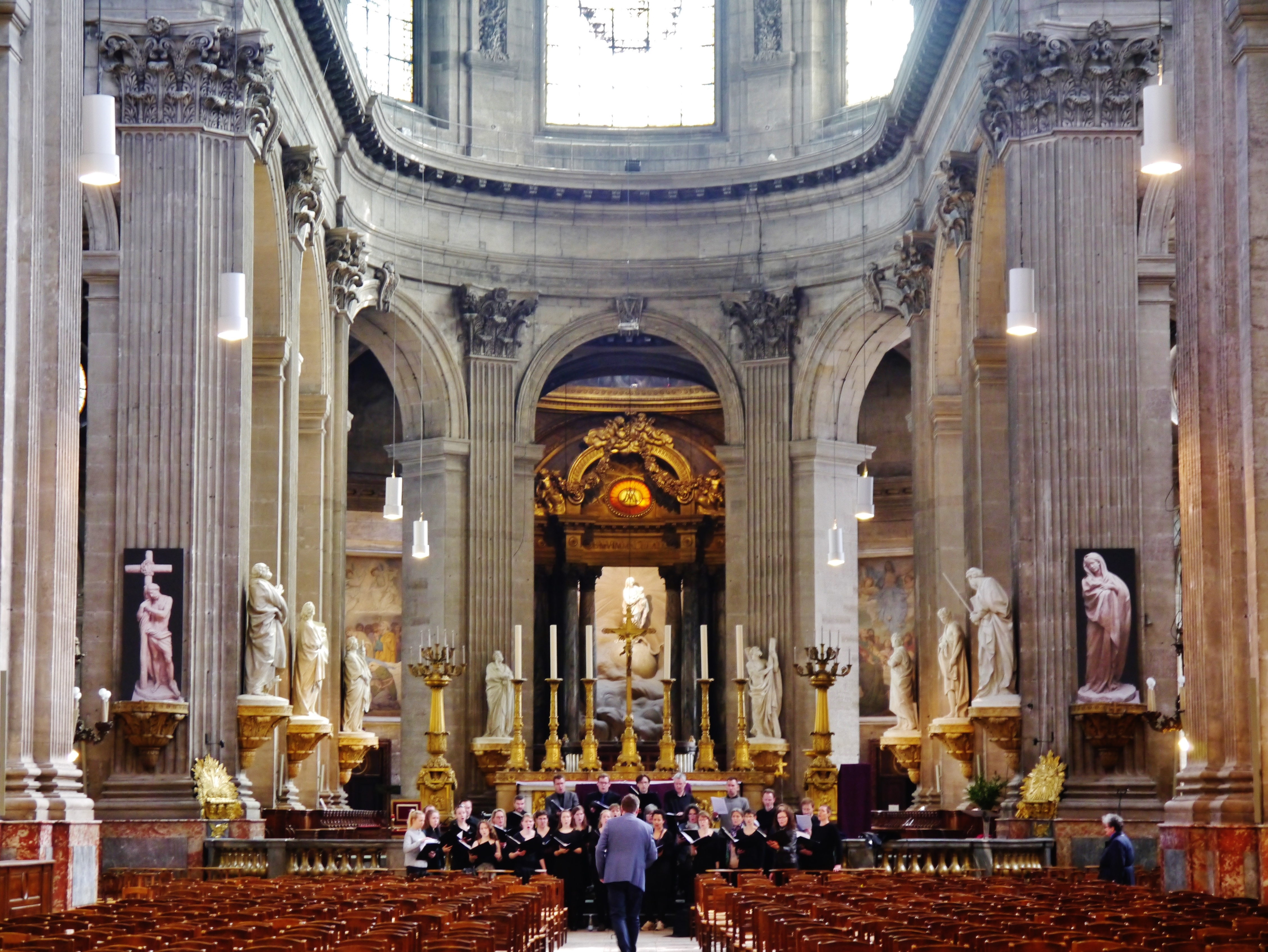
Interior del temple

L'església actual és el segon edifici del lloc, erigit sobre una església romànica original del segle xiii. Les addicions es van fer al llarg dels segles fins al 1631. El nou edifici va ser fundat el 1646 pel rector Jean-Jacques Olier (1608–1657) que havia establert la Companyia dels Sacerdots de Sant Sulpici, una congregació amb un seminari adjunt a l'església. Anna d'Espanya va posar la primera pedra.
La construcció es va iniciar el 1646 amb els dissenys creats el 1636 per Christophe Gamard, però les guerres civils de la Fronde només van permetre construir la capella de la Mare de Déu el 1660, quan Daniel Gittard va proporcionar un nou disseny general per a la major part de l'església. El 1655 Louis Le Vau va presentar el disseny elaborat a partir del projecte de Gamard, però la proposta de Gittard va canviar i es va acostar al projecte de Gamard i Le Vau. Gittard va completar el santuari, ambulatoris, capelles absidals, el transsepte i el portal nord (1670–1678), i després es va suspendre la construcció per manca de fons.
Gilles-Marie Oppenord i Giovanni Servandoni, que s'adhereixen estretament als dissenys de Gittard, van supervisar la construcció addicional, principalment la nau i les capelles laterals, 1719-1745). La decoració va ser executada pels germans Sébastien-Antoine Slodtz (1695–1742) i Paul-Ambroise Slodtz (1702–1758).

### Seglexviii

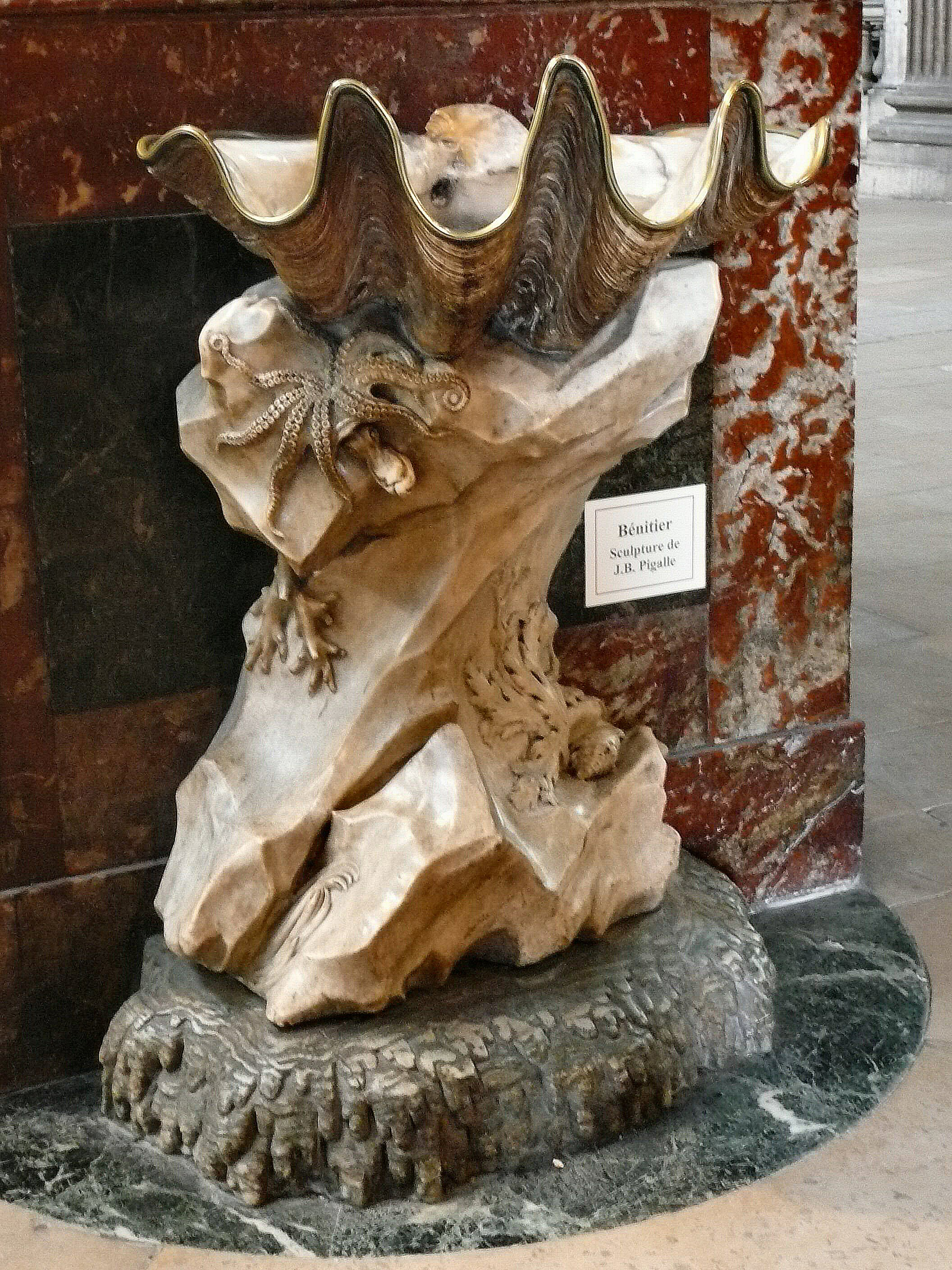
Font d'aigua santa

El 1723-1724 Oppenord va crear els portals nord i sud del transsepte amb un disseny d'interiors inusual per als extrems: parets còncaus amb columnes corínties gairebé compromeses en lloc de les pilastres trobades en altres parts de l'església. També va construir un campanar a la part superior del creuer del creuer (c. 1725), que va amenaçar de col·lapsar l'estructura a causa del seu pes i va haver de ser retirat. Aquest error de càlcul pot explicar el fet que Oppenord va ser rellevat de les seves funcions com a arquitecte i es va limitar al disseny de decoració.
El 1732 es va celebrar un concurs per al disseny de la façana oest, que va guanyar Servandoni, qui es va inspirar en l'elevació de Catedral de Saint Paul de Christopher Wren a Londres. El mapa de París de Turgot, de 1739, mostra l'església sense campanar de creuament d'Oppenord, però amb la façana frontònica de Servandoni completament completa, encara que no té les seves dues torres.
Inacabat en el moment de la seva mort el 1766, l'obra va ser continuada per altres, principalment la fosca Oudot de Maclaurin, que va erigir torres bessones al disseny de Servandoni. Jean Chalgrin, alumne de Servandoni, va reconstruir la torre nord (1777–1780), fent-la més alta i modificant el disseny barroc de Servandoni amb un que era més neoclàssic, però a causa de la Revolució Francesa la torre sud mai va ser reemplaçada. Chalgrin també va dissenyar la decoració de les capelles sota les torres.
La façana principal ara existeix en forma alguna cosa alterada. El frontó de Servandoni, criticat com a clàssicament incorrecte perquè la seva amplada es basava en tot el front en lloc de la mida de l'ordre en què s'inspirava, va ser retirat després que el raig el copés el 1770 i es reemplaçés per una barana. Aquest canvi i l'absència dels miradors a les torres apropen el disseny amb l'esperit a la del clàssic front oriental del Louvre.
La façana és un assaig poc ortodox on una doble columnata, ordre jònic sobre el dòric romà amb les seves galeries, unifica les bases de les torres de cantonada amb la façana; aquesta afirmació totalment clàssica es va fer a l'altura del rococó. El seu caràcter revolucionari va ser reconegut per l'arquitecte i professor Jacques-François Blondel, que va il·lustrar l'elevació de la façana en la seva arquitectura francesa de 1752, remarcant: "Tot el mèrit d'aquest edifici rau en la pròpia arquitectura ... i la seva grandesa, que obre un camí pràcticament nou per als nostres arquitectes francesos ". Les grans finestres amb arcs omplen el gran interior de llum natural. El resultat és un simple front oest de dues plantes amb tres capes de columnes elegants. L'harmonia global de l'edifici és, segons alguns, només empitjorada per les dues torres que no coincideixen.
Un altre punt d'interès que data de l'època de la Revolució, quan es va suprimir el cristianisme i Saint-Sulpice es va convertir en un lloc de culte al "Ser Suprem", és un signe imprès sobre la porta central de l'entrada principal. Tot i així, encara es poden distingir les paraules impreses "El Peuple Francais Reconeixement L'Etre Suprem i L'Immortalité de l'Âme" ("Els francesos reconeixen l'Éssim Suprem i la immortalitat de l'ànima").
A l'interior de l'església a banda i banda de l'entrada hi ha les dues meitats d'una petxina enorme (Cloïssa gegant) donada al rei Francesc I de França per la República de Venècia. Funciona com a Pica d'aigua beneita i es basen en bases de roca esculpides per Jean-Baptiste Pigalle.
Pigalle també va dissenyar la gran estàtua de marbre blanc de Maria a la Capella de la Senyora, al fons de l'església. La decoració d'estuc que l'envolta és de Louis-Philippe Mouchy. L'obra de Pigalle va substituir una estàtua de plata sòlida d'Edmé Bouchardon, que va desaparèixer en el moment de la Revolució.
L'interior barroc de la Capella de la Senyora (reconstruït per Servandoni el 1729) va ser dissenyat per Charles de Wailly el 1774, després que la capella va resultar greument danyada per un incendi que va destruir el proper Foire Saint-Germain el 1762. La cúpula, il·luminada per la llum natural a partir de finestres ocultes ideada per de Wailly, conté un fresc de François Lemoyne que representa l'Assumpció de Maria, que data del 1734, encara que ha estat restaurada diverses vegades des de llavors. De Wailly també va dissenyar el púlpit (a la nau), completat el 1788 La coberta de roure emet molt bé i des d'aquí el rector de Saint-Sulpice va declarar la seva negativa a acceptar la Constitució civil del clergat. Els oradors revolucionaris de la Revolució Francesa ho van utilitzar més tard també.

### Segles XIX - XXI

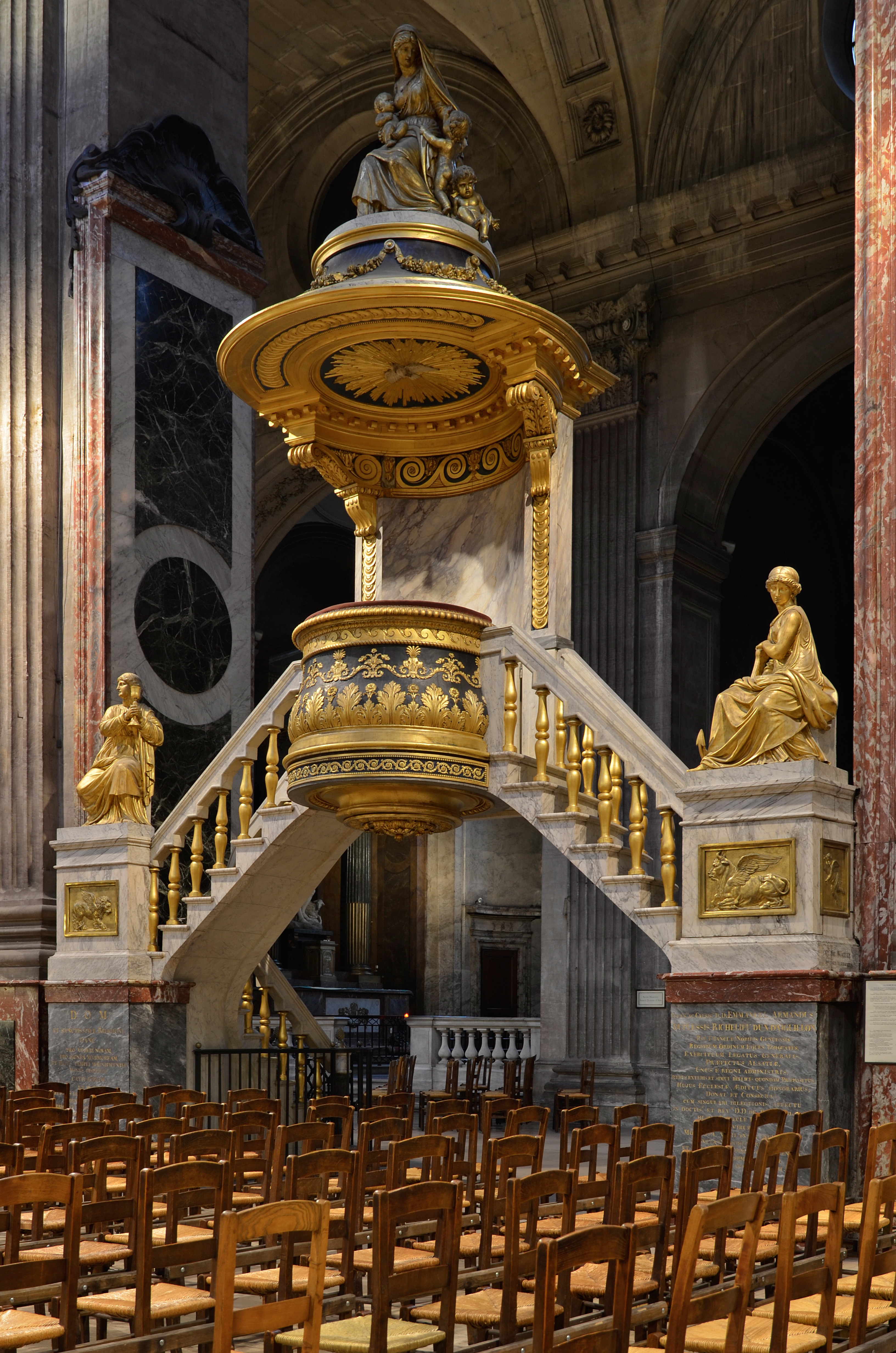
Púlpit

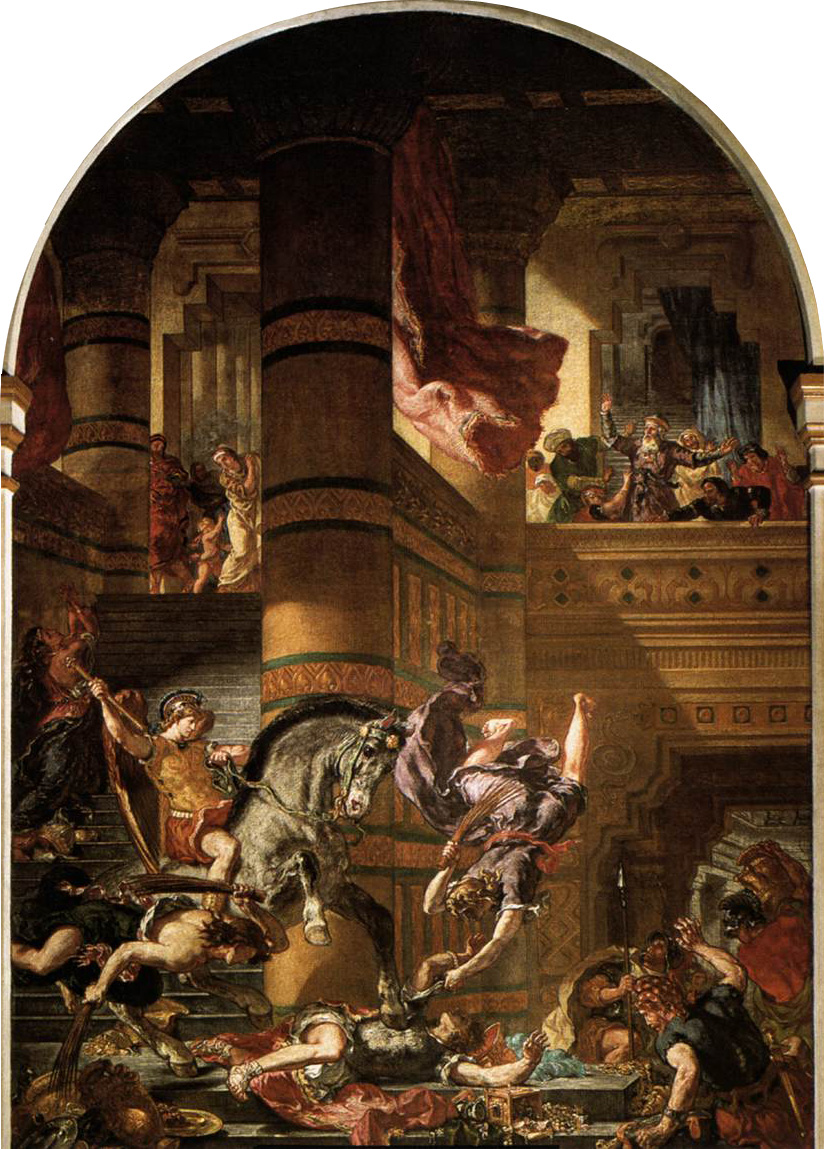
'Heliodorus impulsat des del temple', obra d'Eugène Delacroix.

Durant el Directori, Saint-Sulpice va ser utilitzat com a Temple de la Victòria. Les redecoracions a l'interior, per reparar els danys extensos que encara quedaven de la Revolució, van començar després del Concordat de 1801. Eugène Delacroix afegir murals (1855-1861) que adornen les parets de la capella dels Sants Àngels (primera capella lateral a la dreta). El més famós d'aquests és Jacob Wrestling amb l'Àngel i Heliodorus impulsat des del Temple.
El marquès de Sade i Charles Baudelaire van ser batejats a Saint-Sulpice (1740 i 1821, respectivament), i l'església també va veure el matrimoni de Victor Hugo amb Adèle Foucher (1822).
Durant la Comuna de París (1871), una facció, anomenada Club de la Victoire, va triar Saint-Sulpice com a seu central i Louise Michel va parlar des de la trona.
Lluïsa Elisabet de Borbó i Lluïsa Elisabet d'Orleans, grans filles de Lluís XIV de França i Madame de Montespan estan enterrades a l'església. Louise de Lorraine, duquessa de Bouillon i esposa de Charles Godefroy de La Tour d'Auvergne, hi va ser enterrada el 1788.
El diumenge 17 de març de 2019 es va incendiar l'església. Els espectadors d'un concert d'orgue van alertar els bombers. El foc va danyar greument les portes, un vitrall i un baix relleu; i una escala al costat de la porta es va aixecar. Posteriorment, la policia va confirmar que el foc va ser un atac deliberat. La ciutat de París va fer front als costos de la reparació i la restauració de l'edifici.

## Elements singulars

### Orgues

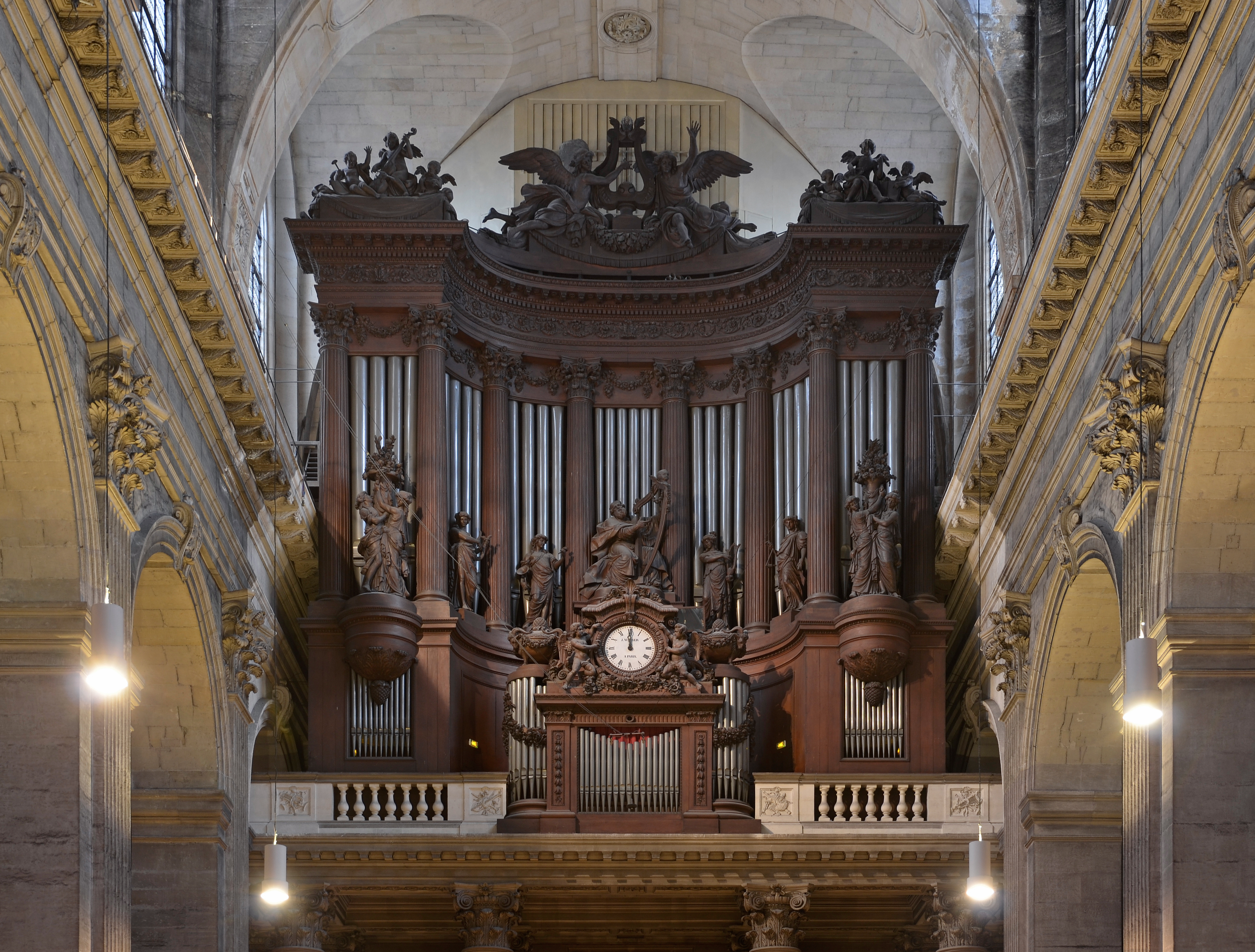
El gran òrgan reconstruït per Aristide Cavaillé-Coll el 1862

L'església té una llarga tradició d'organistes amb talent que es remunta al segle xviii. El 1862, Aristide Cavaillé-Coll va reconstruir l'orgue actual construït per François-Henri Clicquot. Va ser dissenyat per Jean-François-Thérèse Chalgrin i construït per Monsieur Joudot.
Tot i que utilitza molts materials de l'orgue clàssic francès de Clicquot, es considera que és l'obra principal de Cavaillé-Coll, amb 102 parades en cinc manuals i pedal, i és potser l'instrument més impressionant de l'època simfònica francesa romàntica.
Els seus organistes han estat reconeguts, començant per Nicolas Séjan al segle xviii i continuant amb Charles-Marie Widor (organista 1870-1933), Marcel Dupré (organista 1934-1971) i Jean-Jacques Grunenwald (organista 1973-1982), organistes i compositors d'alta reputació internacional. Durant més d'un segle (1870–1971), Saint-Sulpice només va emprar dos organistes, i aquest és un dels motius que va permetre conservar l'instrument en el seu estat original. Daniel Roth i Sophie-Véronique Cauchefer-Choplinva van ser els organistes des del 1985.
A part de la reordenació dels manuals el 1903, la instal·lació d'un ventilador elèctric a la dècada de 1920 i la incorporació de dues parades de pedal a la jubilació de Widor el 1933, l'orgue es manté avui gairebé exactament com va acabar originalment Cavaillé-Coll el 1862.
A Saint-Sulpice se celebren regularment els concerts d'òrgan dominical. La missa del diumenge és precedida per un Preludi del Gran Orgue de 15 minuts a partir de les 10:45 h. L'especificació del Gran rgan:
Les dates indiquen quan l'organista era titular.
- Nicolas Pescheur (mort el 1601 o el 1614)
- Vincent Coppeau (c. 1618 - c. 1651)
- Guillaume-Gabriel Nivers (c. 1651 - 1702)
- Louis-Nicolas Clérambault (1715–1749)
- César-François Clérambault (1749–1760)
- Evrard-Dominique Clérambault (1761–1773)
- Claude-Étienne Luce (1773–1783)
- Nicolas Séjan (1783-1819)
- Louis-Nicolas Séjan (1819-1849)
- Georges Schmitt (1850-1863)
- Louis James Alfred Lefébure-Wély (1863-1869)
- Charles-Marie Widor (1870-1933)
- Marcel Dupré (1934–1971)
- Jean-Jacques Grunenwald (1973–1982)
- Daniel Roth (des de 1985)
- Sophie-Véronique Cauchefer-Choplin (organista assistent des del 1985)

L'església també alberga un orgue de cor d'Aristide Cavaillé-Coll de 1858.

### Gnòmon

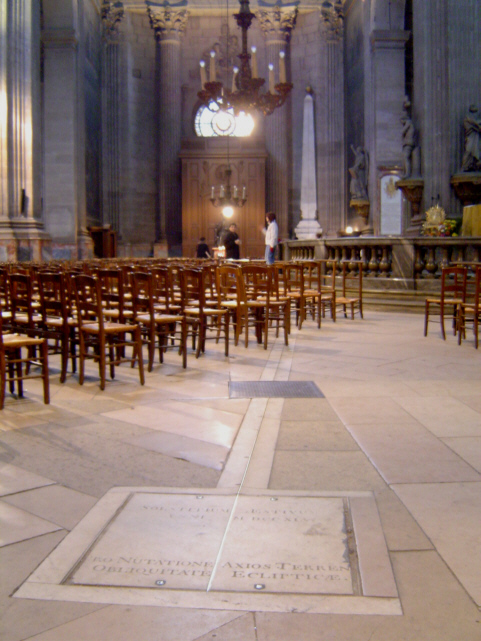
El gnòmon al fons

El 1727, Jean-Baptiste Languet de Gergy, llavors sacerdot de Saint-Sulpice, va demanar la construcció d'un gnòmon a l'església com a part de la seva nova construcció, per ajudar-lo a determinar el temps dels equinoccis i, per tant, de la Pasqua de Resurrecció. Una línia meridiana de llautó va ser incrustada a través del sòl i va ascendir a un obelisc de marbre blanc, de prop d'onze metres d'alçada, a la part superior de la qual es troba una esfera coronada per una creu. L'obelisc està datat el 1743.
A la finestra del creuer del sud s'ha establert una petita obertura amb una lent, de manera que un raig de llum solar brilla a la línia de llautó. Al migdia del solstici d'hivern (21 de desembre), el raig de llum toca la línia de llautó de l'obelisc. Al migdia dels equinoccis (21 de març i 21 de setembre), el raig toca una placa ovalada de coure a la planta propera a l'altar.
Construït pel rellotger i l'astrònom anglès Henry Sully, el gnòmon també es va utilitzar per a diverses mesures científiques. Aquest ús racional podria haver protegit a Saint-Sulpice de ser destruït durant la Revolució Francesa.

## Cultura popular
Apareix a diverses novel·les. L'escena II de l'Acte III de l'òpera de Massenet anomenada Manon té lloc a Saint-Sulpice, on Manon convenç des Grieux de fugir amb ella una vegada més. L'abat Herrera dels Splendeurs et misères des courtisanes d'Honoré de Balzac va celebrar missa a l'església i va viure a prop de la rue Cassette. Les referències a l'església de Saint-Sulpice es troben en els anomenats Secrets de Dossiers que es van plantar a la Biblioteca Nacional de França dels anys seixanta. A la novel·la de Lynn Picknett i Clive Prince anomenada The Templar Revelation (1997), hi apareix el Saint-Sulpice.
La novel·la El codi Da Vinci de Dan Brown de 2003 va ser un best-seller internacional que va portar a multitud de turistes a Saint-Sulpice. A l'església hi ha una nota que diu: "Contràriament a les revelacions fantàstiques d'una novel·la recentment venuda, aquest no és un vestigi d'un temple pagà. No hi va haver cap temple en aquest lloc. Mai es va denominar «Línia de roses». No coincideix amb el meridià traçat a la meitat de l'Observatori de París, que serveix de referència per a mapes on es mesuren les longituds en graus est o oest de París. (...) Si us plau, tingueu en compte que les lletres «P» i «S» a les petites finestres rodones dels dos extrems del transsepte fan referència a Pere i Sulpice, els sants patrons de l'església, i no a un imaginari «Priorat de Sió»". El 2005 l'Arquebisbat de París va negar el permís a Ron Howard per utilitzar el temple per gravar el Codi Da Vinci.